# Arborètum Municipal d'Elx
L'Arborètum Municipal d'Elx és un arborètum d'uns 5.000 m² que es troba a la ciutat d'Elx, comarca del Baix Vinalopó (País Valencià). És a la zona nord del Parc Municipal d'Elx.
Es va inaugurar per iniciativa de l'Ajuntament el 1991, amb una extensió de 5.000 m², a la zona nord del Parc Municipal d'Elx', que té una extensió d'unes 7 hectàrees. El parc municipal es troba actualment al centre de la ciutat, i és un gran palmerar, resultat de l'agrupació de diversos antics horts dedicats al cultiu de les palmeres datileres.

## Col·leccions
Les plantes que ací es presenten es troben agrupades en diferents seccions, com ara: 
- Palmes, encara que la més abundant és la palmera datilera d'Elx Phoenix iberica (Phoenix dactylifera),
- Arbres fruiters: magraners, figueres, ginjolers...
- Coníferes tropicals de Cuba, República Dominicana…
- Xopades amb diverses espècies de Populus, d'entre els quals destaca el Populus euphratica.[1]